# Michaela Wenig
Michaela Wenig est une skieuse alpine allemande, née le 14 juin 1992 à Bad Tölz.

## Biographie
Michaela Wenig prend part à des courses de la FIS à partir de la saison 2008-2009.
Elle débute en Coupe du monde en novembre 2012. Elle marque ses premiers points un an plus tard avec une 29e place sur la descente de Beaver Creek. 
Elle manque la saison 2015-2016 à cause d'une mononucléose. En novembre 2018, elle se classe cinquième de la première descente de Val Gardena, premier top dix en Coupe du monde.
Elle est sélectionnée pour les Championnats du monde 2019, où elle est notamment douzième de la descente.

## Palmarès

### Championnats du monde
| Épreuve / Édition | Åre 2019 |
| ----------------- | -------- |
| Descente          | 12e      |
| Super G           | Abandon  |

### Coupe du monde
- Meilleur classement général : 60e en 2019.

| Année/Classement | Général | Général | Descente | Descente | Slalom | Slalom | Slalom géant | Slalom géant | Super G | Super G | Combiné | Combiné |
| Année/Classement | Class.  | Points  | Class.   | Points   | Class. | Points | Class.       | Points       | Class.  | Points  | Class.  | Points  |
| ---------------- | ------- | ------- | -------- | -------- | ------ | ------ | ------------ | ------------ | ------- | ------- | ------- | ------- |
| 2014             | 118e    | 2       | 51e      | 2        | -      | -      | -            | -            | -       | -       | -       | -       |
| 2015             | 104e    | 9       | 43e      | 4        | -      | -      | -            | -            | 51e     | 5       | -       | -       |
| 2017             | 98e     | 24      | 40e      | 24       | -      | -      | -            | -            | -       | -       | -       | -       |
| 2018             | 77e     | 56      | 34e      | 29       | -      | -      | -            | -            | 37e     | 25      | 41e     | 2       |
| 2019             | 60e     | 103     | 22e      | 97       | -      | -      | -            | -            | 44e     | 6       | -       | -       |

### Festival olympique de la jeunesse européenne
- Médaille de bronze du slalom en 2009.

### Championnats d'Allemagne
- 5 titres :
  - Vainqueur du super G en 2015 et 2018.
  - Vainqueur de la descente en 2014, 2015 et 2018.